# HK Zemgale/LLU
Le HK Zemgale/LLU est un club de hockey sur glace de Jelgava en Lettonie. Il évolue dans l'Optibet hokeja līga, l'élite lettone.

## Historique
Le club est créé en 2002.

## Palmarès
- Champion de Lettonie : 2022, 2023